# European Patriots Unite
A European Patriots Unite egy civilekből álló, alapító okirata szerint nemzet- és keresztény értékeket védő nemzetközi egyesület. Az egyesület 2020. június 18-án jelentette be hivatalosan megalakulását Budapesten, ahol egy több nemzetiségű patriótát számláló videót vetítettek le bemutatkozásképp.
A civilekből álló egyesület 2017-ben és 2019-ben tüntetést szervezett Brüsszelben a tömeges migráció ellen.

## Vezetőség
- Kremser Tamás – elnök, ötletgazda
- Walter Pál Péter – ügyvezető
- dr. Gaudi-Nagy Tamás – elnökségi tag
- Csíkhelyi Levente – elnökségi tag
- Kövessy Róbert – elnökségi tag